# Cộng hòa Xã hội chủ nghĩa Tiệp Khắc
Cộng hòa Xã hội chủ nghĩa Tiệp Khắc (tiếng Séc và tiếng Slovak: Československá socialistická republika, ČSSR) là tên của Tiệp Khắc từ năm 1948 cho đến ngày 23 Tháng 4 năm 1990, khi đất nước  dưới chế độ cộng sản.  Tiệp Khắc vào lúc này đã được coi là một quốc gia vệ tinh của Liên Xô.
Sau cuộc đảo chính vào tháng 2 năm 1948, khi Đảng Cộng sản Tiệp Khắc nắm quyền lực với sự hỗ trợ của Liên Xô, đất nước này đã được tuyên bố là một nước cộng hòa nhân dân sau khi Hiến pháp ngày 9 tháng 5 có hiệu lực. Tên truyền thống Československá republika (Cộng hòa Tiệp Khắc) đã được thay đổi vào ngày 11 tháng 7 năm 1960 sau khi thực hiện Hiến pháp Tiệp Khắc năm 1960 như một biểu tượng của "chiến thắng cuối cùng của chủ nghĩa xã hội" ở nước này, và vẫn như vậy cho đến Cách mạng Nhung vào tháng 11 năm 1989. Một số biểu tượng nhà nước khác đã được thay đổi vào năm 1960. Ngay sau Cách mạng Nhung, Cộng hòa Xã hội chủ nghĩa Tiệp Khắc được đổi tên thành Cộng hòa Liên bang Séc và Slovakia.

## Lịch sử
Tháng 9 năm 1938, Tiệp Khắc trong hội nghị München trong Anh, Pháp luật để bàn bạc về , vào năm 1939, phát xít Đức chiếm đóng Tiệp Khắc và Slovakia thiết lập một chế độ bù nhìn. Tháng 2 năm 1945, Liên Xô đã tiêu diệt chế độ phát xít Slovakia. Tháng 4, Košice thành lập chính phủ liên minh Mặt trận Quốc gia do Đảng Cộng sản Tiệp Khắc lãnh đạo. Tháng 5 cùng năm, Đức đầu hàng và Cộng hòa Séc được giải phóng với sự giúp đỡ của Hồng quân Xô viết. Năm 1945, Chính phủ Mặt trận Quốc gia, được thành lập bởi nhiều đảng phái, được thành lập để tuyên bố bắt đầu xây dựng xã hội chủ nghĩa.
Vào tháng 5 năm 1946, cuộc bầu cử Quốc hội đầu tiên sau chiến tranh đã được tổ chức, và một chính phủ liên minh mới do Gottwald đứng đầu đã được thành lập. Năm 1948, sự cố tháng Hai đã xảy ra. Đảng Xã hội Quốc gia và các đảng khác tham gia chính phủ liên minh đã chấp nhận sự phản đối gay gắt giữa Kế hoạch Marshall của Hoa Kỳ và Cộng hòa Séc. Chiến thắng đã kết thúc.
Vào ngày 11 tháng 7 năm 1960, Quốc hội đã thông qua một hiến pháp mới và tuyên bố thay đổi tên quốc gia thành Cộng hòa xã hội chủ nghĩa Tiệp Khắc. Vào tháng 1 năm 1968, Dubček đã thành công Novotný với tư cách là bí thư đầu tiên của Đảng Cộng sản Tiệp Khắc và trở thành lãnh đạo cao nhất của đảng và nhà nước. Ngay sau khi nhậm chức, ông tuyên bố cải cách hệ thống chính trị và kinh tế, còn được gọi là chiến dịch "Mùa xuân Praha". Vào ngày 20 tháng 8 cùng năm, Liên Xô đã gửi quân đến Tiệp Khắc. Liên Xô "tạm trú" cho đến khi kết thúc Chiến tranh Lạnh. Tháng 4 năm 1969, Husák kế nhiệm Dubček làm tổng thư ký và năm 1975 làm tổng thống.
Vào nửa cuối năm 1989, Cộng hòa Séc đã trải qua một cuộc cách mạng Nhung, tình hình chính trị bắt đầu hỗn loạn dữ dội, Cộng hòa Séc mất tư cách đảng cầm quyền, tên quốc gia được đổi thành "Cộng hòa liên bang Séc và Slovak" (Česká a Slovenská federativní republika, ČSFR). Hai nước cộng hòa cũng hủy bỏ từ "chủ nghĩa xã hội" trong tên quốc gia của họ. Năm 1991, tình hình chính trị tiếp tục hỗn loạn, các lực lượng chính trị của nhiều phe phái bị chia rẽ và kết hợp, các cuộc đấu tranh khốc liệt, mâu thuẫn sắc tộc phát triển hơn nữa và xu hướng đòi hỏi độc lập của Slovakia ngày càng rõ ràng. Vào tháng 6 năm 1992, chính phủ Séc và Slovakia đã đạt được thỏa thuận về việc giải thể cộng hòa liên bang. Vào ngày 31 tháng 12 năm 1992, sự tan rã của liên bang, Cộng hòa Séc là sự kế thừa của Tiệp Khắc. Vào ngày 1 tháng 1 năm 1993, Cộng hòa Séc và Cộng hòa Slovakia đã chính thức được thành lập và Tiệp Khắc chính thức rút khỏi đấu trường lịch sử.